# Nigel Terry
Peter Nigel „Nigs” Terry (ur. 15 sierpnia 1945 w Bristolu, zm. 30 kwietnia 2015 w Newquay) – brytyjski aktor filmowy i teatralny, najbardziej znany z roli króla Artura w filmie Johna Boormana Excalibur (1981).

## Życiorys
Był pierwszym dzieckiem urodzonym w Bristolu po zakończeniu II wojny światowej jako syn Doreen i Franka Alberta Terry’ego, pilota Royal Air Force odznaczonego Orderem Imperium Brytyjskiego i Distinguished Flying Cross. Rodzina wkrótce przeniosła się do Truro w Kornwalii, gdzie jego ojciec pracował jako kurator sądowy. Uczęszczał do Truro School w Truro, gdzie zainteresował się aktorstwem i nabrał umiejętności rysowania i malowania.
Jego rodzice zachęcali go do występów na scenie. Po krótkiej pracy w leśnictwie i jako asystent pompy paliwowej wstąpił do National Youth Theatre. W 1963 rozpoczął naukę w londyńskiej Central School of Speech and Drama, pracując zarówno na scenie, jak i za kulisami. W 1966 dołączył do Oxford Meadow Players, początkowo jako asystent kierownika sceny.
Grał w teatrach repertuarowych: Oxford Meadow Players i Bristol Old Vic, a także Royal Shakespeare Company, Round House Theatre i Royal Court Theatre. W 1989 występował w roli Bosola w spektaklu Johna Webstera The Duchess of Malfi i jako tytułowy Perykles w przedstawieniu Perykles, książę Tyru.
W 1968 zadebiutował na kinowym ekranie jako Książę John Lew w zimie (The Lion in Winter) u boku Petera O’Toole'a, Anthony’ego Hopkinsa i Katharine Hepburn. W Excaliburze (1981) Johna Boormana wcielił się w postać króla Artura. Kilkukrotnie współpracował z legendarnym Derekiem Jarmanem, u którego zagrał tytułową rolę w Caravaggio (1986), potem był narratorem w Ostatnich Anglikach (1988), Abrahamem w ekranizacji powieści Benjamina Brittena Wojenne requiem (War Requiem, 1989) z Laurence’em Olivierem, Mortimerem w dramacie historycznym Edward II (1991) wg sztuki Christophera Marlowe’a i narratorem w Blue (1993). Ostatnią ważną rolą był  Archeptolemos w Troi (2004) Wolfganga Petersena.
Występował też gościnnie w serialach, w tym Na sygnale (2007), Doktor Who (2008) i Agatha Christie: Miss Marple (2009).
Zmarł 30 kwietnia 2015 w Newquay w wieku 69 lat na rozedmę płuc.

## Filmografia
- Lew w zimie (The Lion in Winter, 1968) jako Książę John
- Excalibur (1981) jako Król Artur
- Wesołe kumoszki z Windsoru (The Merry Wives of Windsor, 1982) jako Pistol
- Caravaggio (1986) jako Caravaggio
- Ostatni Anglicy (The Last of England, 1988)
- Wojenne requiem (War Requiem, 1989) jako Abraham
- Edward II (1991) jako Mortimer
- Covington Cross (1992) jako Sir Thomas Grey
- Kolumb odkrywca (Christopher Columbus: The Discovery, 1992) jako Roldan
- Blue (1993) jako głos
- Devil's Advocate (1995) jako Vittorio Vulliamy
- The Hunchback (1997) jako Król Louis
- Odpływ (The Ebb-Tide, 1998) jako Ellstrom
- Far from the Madding Crowd (1998) jako Pan Boldwood
- Nowe szaty cesarza (The Emperor's New Clothes, 2001) jako Montholon
- www.strach (FeardotCom, 2002) jako Turnbull
- Danielle Cable: Eyewitness (2003) jako Kenneth Noye
- Troja (Troy, 2004) jako Archeptolemus
- Malice Aforethought (2005) jako Sir Bernard Deverell
- Red Mercury (2005) jako Lindsey